# 1721 Wells
1721 Wells là tên của một thiên thạch được phát hiện tại Đài thiên văn Goethe Link gần Brooklyn, Indiana bởi Chương trình tiểu hành tinh Indiana.